# CD-Maximum
CD-Maximum ist ein 1997 gegründetes russisches Musiklabel. Es ist auf alle Spielarten von Hard Rock und Heavy Metal spezialisiert.
Ein Teil der veröffentlichten Bands hat einen Plattenvertrag direkt bei CD-Maximum unterzeichnet, ein anderer Teil findet den Weg ins Portfolio über internationale Lizenzierungen nordamerikanischer, asiatischer und europäischer Plattenfirmen. Zu den Unternehmen, mit denen Geschäftsbeziehungen bestehen oder bestanden, gehören u. a. AFM Records, Agonia Records, Arise Records, Displeased Records, Frontiers Records, Limb Music, Massacre Records, Morbid Records, Napalm Records, Nuclear Blast, Osmose Productions, Prophecy Productions und Season of Mist.
Bei der Online-Datenbank Discogs sind mit Stand Ende 2019 rund 3.000 Veröffentlichungen hinterlegt.

## Veröffentlichungen (Auswahl)
- 2002: Enter Chaos – Dreamworker
- 2003: Aborym – With No Human Intervention
- 2003: Hortus Animae – Waltzing Mephisto
- 2003: Temnozor – Horizons...
- 2003: Marduk – World Funeral
- 2004: Disarmonia Mundi – Fragments of D-Generation
- 2004: Ethereal Pandemonium – jesus.christhell.com
- 2004: Mortifer – Total Darkness
- 2005: Мастер – Акустика
- 2005: Mortuary – Agony in Red
- 2006: Everlost – Noise Factory
- 2008: Hieronymus Bosch – Equivoke
- 2008: Kruis – Culture Shock ALS
- 2009: Welicoruss – Apeiron